# Biegi narciarskie na Mistrzostwach Świata w Narciarstwie Klasycznym 1991
Zawody w biegach narciarskich na XXV Mistrzostwach świata w narciarstwie klasycznym odbyły się w dniach 7 lutego – 17 lutego 1991 we włoskim Val di Fiemme.

## Wyniki zawodów

### Mężczyźni

#### 10 km techniką klasyczną
- Data 11 lutego 1991

| Medal | Zawodnik          | Narodowość     | Wynik   |
| ----- | ----------------- | -------------- | ------- |
|       | Terje Langli      | Norwegia       | 25:55,0 |
|       | Christer Majbäck  | Szwecja        | 25:59,7 |
|       | Torgny Mogren     | Szwecja        | 26:01,5 |
| 4     | Vegard Ulvang     | Norwegia       | 26:06,7 |
| 5     | Lubomír Buchta    | Czechosłowacja | 26:13,8 |
| 6     | Harri Kirvesniemi | Finlandia      | 26:16,1 |
| 7     | Thomas Eriksson   | Szwecja        | 26:18,3 |
| 8     | Igor Badamszyn    | ZSRR           | 26:20,8 |
| 9     | Bjørn Dæhlie      | Norwegia       | 26:23,1 |
| 10    | Martin Petrásek   | Czechosłowacja | 26:29,8 |

#### 15 km techniką dowolną
- Data 9 lutego 1991

| Medal | Zawodnik             | Narodowość | Wynik   |
| ----- | -------------------- | ---------- | ------- |
|       | Bjørn Dæhlie         | Norwegia   | 36:57,2 |
|       | Gunde Svan           | Szwecja    | 37:05,6 |
|       | Władimir Smirnow     | ZSRR       | 37:07,8 |
| 4     | Giorgio Vanzetta     | Włochy     | 37:31,3 |
| 5     | Maurilio De Zolt     | Włochy     | 37:32,8 |
| 6     | Jan Ottosson         | Szwecja    | 37:54,8 |
| 7     | Kristen Skjeldal     | Norwegia   | 37:56,0 |
| 8     | Torgny Mogren        | Szwecja    | 37:59,6 |
| 8     | Wiaczasłau Płaksunou | ZSRR       | 37:59,6 |
| 10    | Silvano Barco        | Włochy     | 38:02,6 |

#### 30 km techniką klasyczną
- Data 7 lutego 1991

| Medal | Zawodnik          | Narodowość     | Wynik     |
| ----- | ----------------- | -------------- | --------- |
|       | Gunde Svan        | Szwecja        | 1:16:12,4 |
|       | Władimir Smirnow  | ZSRR           | 1:16:17,3 |
|       | Vegard Ulvang     | Norwegia       | 1:16:32,8 |
| 4     | Terje Langli      | Norwegia       | 1:16:40,8 |
| 5     | Harri Kirvesniemi | Finlandia      | 1:17:31,6 |
| 6     | Alois Stadlober   | Austria        | 1:17:41,5 |
| 7     | Sture Sivertsen   | Norwegia       | 1:17:43,8 |
| 8     | Michaił Botwinow  | ZSRR           | 1:18:07,6 |
| 9     | Lubomír Buchta    | Czechosłowacja | 1:18:08,0 |
| 10    | Christer Majbäck  | Szwecja        | 1:18:11,6 |

#### 50 km techniką dowolną
- Data 17 lutego 1991

| Medal | Zawodnik             | Narodowość     | Wynik     |
| ----- | -------------------- | -------------- | --------- |
|       | Torgny Mogren        | Szwecja        | 2:03:31,6 |
|       | Gunde Svan           | Szwecja        | 2:03:48,8 |
|       | Maurilio De Zolt     | Włochy         | 2:04:01,7 |
| 4     | Bjørn Dæhlie         | Norwegia       | 2:04:52,0 |
| 5     | Pavel Benc           | Czechosłowacja | 2:06:20,1 |
| 6     | Aleksiej Prokurorow  | ZSRR           | 2:06:41,4 |
| 7     | Jan Ottosson         | Szwecja        | 2:06:45,1 |
| 8     | Henrik Forsberg      | Szwecja        | 2:07:23,1 |
| 9     | Juan Jesús Gutiérrez | Hiszpania      | 2:07:28,4 |
| 10    | Kazunari Sasaki      | Japonia        | 2:07:45,2 |

#### Sztafeta 4×10km
- Data 15 lutego 1991

| Medal | Zawodnicy                                                                | Narodowość     | Wynik     |
| ----- | ------------------------------------------------------------------------ | -------------- | --------- |
|       | Øyvind Skaanes Terje Langli Vegard Ulvang Bjørn Dæhlie                   | Norwegia       | 1:44:14,9 |
|       | Thomas Eriksson Christer Majbäck Gunde Svan Torgny Mogren                | Szwecja        | 1:44:24,5 |
|       | Mika Kuusisto Harri Kirvesniemi Jari Isometsä Jari Räsänen               | Finlandia      | 1:44:27,2 |
| 4     | Maurilio De Zolt Marco Albarello Giorgio Vanzetta Silvano Barco          | Włochy         | 1:46:37,6 |
| 5     | Igor Badamczin Władimir Smirnow Aleksiej Prokurorow Wiaczasłau Płaksunou | ZSRR           | 1:46:38,5 |
| 6     | Alois Schwarz Alois Stadlober Andreas Ringhofer Alexander Marent         | Austria        | 1:47:23,0 |
| 7     | Jeremias Wigger Daniel Hediger Andre Jungen Hans Dietheim                | Szwajcaria     | ?         |
| 8     | Ladislav Švanda Martin Petrásek Radim Nyč Václav Korunka                 | Czechosłowacja | ?         |

### Kobiety

#### 5 km techniką klasyczną
- Data 12 lutego 1991

| Medal | Zawodniczka             | Narodowość | Wynik   |
| ----- | ----------------------- | ---------- | ------- |
|       | Trude Dybendahl         | Norwegia   | 14:07,6 |
|       | Marja-Liisa Kirvesniemi | Finlandia  | 14:12,1 |
|       | Manuela Di Centa        | Włochy     | 14:18,3 |
| 4     | Lubow Jegorowa          | ZSRR       | 14:19,9 |
| 5     | Marianne Dahlmo         | Norwegia   | 14:20,9 |
| 6     | Marjut Lukkarinen       | Finlandia  | 14:21,1 |
| 7     | Inger Helene Nybråten   | Norwegia   | 14:22,3 |
| 8     | Solveig Pedersen        | Norwegia   | 14:26,0 |
| 9     | Marie-Helene Westin     | Szwecja    | 14:26,5 |
| ...   |                         |            |         |
| 23    | Katarzyna Popieluch     | Polska     | ?       |
| 27    | Małgorzata Ruchała      | Polska     | ?       |
| 40    | Bernadetta Bocek        | Polska     | ?       |
| 41    | Dorota Kwaśny           | Polska     | ?       |

#### 10 km techniką dowolną
- Data 10 lutego 1991

| Medal | Zawodniczka          | Narodowość | Wynik   |
| ----- | -------------------- | ---------- | ------- |
|       | Jelena Välbe         | ZSRR       | 28:25,9 |
|       | Marie-Helene Östlund | Szwecja    | 28:59,4 |
|       | Tamara Tichonowa     | ZSRR       | 29:06,5 |
| 4     | Manuela Di Centa     | Włochy     | 29:08,2 |
| 5     | Simone Opitz         | Niemcy     | 29:10,8 |
| 6     | Gabriele Heß         | Niemcy     | 29:16,3 |
| 7     | Stefania Belmondo    | Włochy     | 29:19,3 |
| 8     | Lubow Jegorowa       | ZSRR       | 29:26,9 |
| 9     | Marjut Lukkarinen    | Finlandia  | 29:47,9 |
| 10    | Lis Frost            | Szwecja    | 29:56,5 |
| ...   |                      |            |         |
| 46    | Halina Nowak         | Polska     | ?       |

#### 15 km technika klasyczną
- Data 8 lutego 1991

| Medal | Zawodniczka          | Narodowość | Wynik   |
| ----- | -------------------- | ---------- | ------- |
|       | Jelena Välbe         | ZSRR       | 44:58,5 |
|       | Trude Dybendahl      | Norwegia   | 46:02,4 |
|       | Stefania Belmondo    | Włochy     | 46:31,4 |
| 4     | Solveig Pedersen     | Norwegia   | 46:40,9 |
| 5     | Pirkko Määttä        | Finlandia  | 46:50,6 |
| 6     | Marie-Helene Östlund | Szwecja    | 47:06,4 |
| 7     | Jelena Kaszyrska     | ZSRR       | 47:07,1 |
| 8     | Swietłana Nagiejkina | ZSRR       | 47:08,0 |
| 9     | Marjut Lukkarinen    | Finlandia  | 47:12,7 |
| 10    | Carina Görlin        | Szwecja    | 47:18,9 |
| ...   |                      |            |         |
| 14    | Małgorzata Ruchała   | Polska     | ?       |
| 35    | Dorota Kwaśny        | Polska     | ?       |
| 41    | Katarzyna Popieluch  | Polska     | ?       |

#### 30 km techniką dowolną
- Data 16 lutego 1991

| Medal | Zawodniczka          | Narodowość | Wynik     |
| ----- | -------------------- | ---------- | --------- |
|       | Lubow Jegorowa       | ZSRR       | 1:20:26,8 |
|       | Jelena Välbe         | ZSRR       | 1:21:02,4 |
|       | Manuela Di Centa     | Włochy     | 1:21:15,3 |
| 4     | Stefania Belmondo    | Włochy     | 1:22:05,9 |
| 5     | Swietłana Nagiejkina | ZSRR       | 1:23:35,9 |
| 6     | Marie-Helene Östlund | Szwecja    | 1:23:37,4 |
| 7     | Simone Opitz         | Niemcy     | 1:23:53,1 |
| 8     | Gabriella Paruzzi    | Włochy     | 1:24:01,7 |
| 9     | Ina Kümmel           | Niemcy     | 1:24:05,9 |
| 10    | Isabelle Mancini     | Francja    | 1:24:24,5 |
| ...   |                      |            |           |
| 17    | Dorota Kwaśny        | Polska     | ?         |
| 26    | Małgorzata Ruchała   | Polska     | ?         |
| 29    | Bernadetta Bocek     | Polska     | ?         |
| 40    | Halina Nowak         | Polska     | ?         |

#### Sztafeta 4×5km
- Data 15 lutego 1991

| Medal | Zawodniczki                                                                | Narodowośić    | Wynik   |
| ----- | -------------------------------------------------------------------------- | -------------- | ------- |
|       | Lubow Jegorowa Raisa Smietanina Tamara Tichonowa Jelena Välbe              | ZSRR           | 54:15,7 |
|       | Bice Vanzetta Manuela Di Centa Gabriella Paruzzi Stefania Belmondo         | Włochy         | 54:35,1 |
|       | Solveig Pedersen Inger Helene Nybråten Elin Nilsen Trude Dybendahl         | Norwegia       | 55:09,0 |
| 4     | Pirkko Määttä Marja-Liisa Kirvesniemi Marjut Lukkarinen Tuulikki Pyykkönen | Finlandia      | 55:30,0 |
| 5     | Heike Wezel Ina Kümmel Gabriele Heß Simone Opitz                           | Niemcy         | 55:30,8 |
| 6     | Carina Görlin Magdalena Wallin Marie-Helene Östlund Lis Frost              | Szwecja        | 56:12,9 |
| 7     | Halina Nowak Katarzyna Popieluch Małgorzata Ruchała Bernadetta Bocek       | Polska         | ?       |
| 8     | Kateřina Neumannová Ľubomíra Balážová Anna Janoušková Alžbeta Havrančíková | Czechosłowacja | ?       |

## Klasyfikacja medalowa dla konkurencji biegowych MŚ
| Pozycja | Państwo   | Złoto | Srebro | Brąz | Razem |
| ------- | --------- | ----- | ------ | ---- | ----- |
| 1.      | ZSRR      | 4     | 2      | 2    | 8     |
| 2.      | Norwegia  | 4     | 1      | 2    | 7     |
| 3.      | Szwecja   | 2     | 5      | 1    | 8     |
| 4.      | Włochy    | 0     | 1      | 4    | 5     |
| 5.      | Finlandia | 0     | 1      | 1    | 2     |